# Walton Island
Walton Island – niezamieszkana wyspa z archipelagu Wysp Belchera, w regionie Qikiqtaaluk, na terytorium Nunavut, w Kanadzie. Sąsiaduje m.in. z wyspami: Innetalling Island, Johnnys Island, La Duke Island, Mavor Island i Flaherty Island.